# Le Marché aux esclaves
 (décembre 2023).
Si vous disposez d'ouvrages ou d'articles de référence ou si vous connaissez des sites web de qualité traitant du thème abordé ici, merci de compléter l'article en donnant les références utiles à sa vérifiabilité et en les liant à la section « Notes et références ».
Ne doit pas être confondu avec Le Marché d'esclaves.
Le Marché aux esclaves est un tableau du peintre français Gustave Boulanger réalisé vers 1882. Cette huile sur toile représentant un marché aux esclaves de la Rome antique est conservée dans une collection privée.

## Allusions et références culturelles
- Dans Les Lauriers de César, le dix-huitième album de la bande dessinée Astérix, une des planches parodie le tableau, plus précisément lors de l'arrivée d'Astérix et Obélix au marché.